# Rebecca Dayan
Rebecca Dayan (Saint-Paul-de-Vence, 17 aprile 1984) è un'attrice e modella francese.

## Biografia
Nata in Costa Azzurra, cresce nell'albergo dei suoi genitori a Saint-Paul-de-Vence ed è sorella maggiore di altri tre fratelli. In seguito al trasferimento della famiglia a Nizza, inizia a studiare arte e teatro alla scuola di belle arti Villa Thiole, prima di trasferirsi a Parigi all'età di diciassette anni. Nella capitale, Dayan lavora come modella e fashion designer, collaborando con Sonia Rykiel e posando per Karl Lagerfeld ed Ellen von Unwerth.
Nel 2009 decide di trasferirsi a New York per perseguire la carriera di attrice, e tra il 2010 e il 2012 colleziona apparizioni minori nei film From Paris with Love, Limitless e Separati innamorati. Ottiene il suo primo ruolo di primo piano nel film del 2017 La scelta, mentre nel 2020 interpreta Sarah Bernhardt in Tesla, biopic su Nikola Tesla. Nello stesso anno impersona la stilista Elsa Peretti nella miniserie Netflix Halston, diretta da Ryan Murphy.

## Filmografia

### Cinema
- From Paris with Love, regia di Pierre Morel (2010)
- Limitless, regia di Neil Burger (2011)
- Separati innamorati (Celeste and Jesse Forever), regia di Lee Toland Krieger (2012)
- H., regia di Rania Attieh e Daniel Garcia (2014)
- La scelta (Novitiate), regia di Maggie Betts (2017)
- Tesla, regia di Michael Almereyda (2020)

### Televisione
- Elementary - serie TV, episodio 2x11 (2014)
- Halston – miniserie TV (2021)
- American Horror Story – serie TV, 4 episodi (2021-2022)
- American Horror Stories – serie TV, episodio 2x06 (2022)

## Doppiatrici italiane
Nelle versioni in italiano delle opere in cui ha recitato, Rebecca Dayan è stata doppiata da:
- Francesca Fiorentini in Halston
- Francesca Manicone in American Horror Story: NYC
- Benedetta Degli Innocenti in American Horror Stories
- Flavia Altomonte in American Horror Story: Double Feature
- Valentina Favazza in Separati innamorati
- Connie Bismuto in Tesla